# كوار
كوار (بالفارسية: كوار) هي مدينة تقع في إيران وفي محافظة فارس. وتقع مدينة كوار التي تبلغ مساحتها 1650 كيلومتراً مربعاً في وسط محافظة فارس. يقدر عدد سكانها بـ 22,158 نسمة .